# Flávio Castrioto
Flávio Castrioto de Figueiredo Melo (Niterói, 20 de janeiro de 1913 — Petrópolis, 4 de abril de 1988), ou politicamente conhecido como Flávio Castrioto, foi um magistrado e um político brasileiro. Filho de Henrique Castrioto de Figueiredo Melo e Olga de Almeida Castrioto de Figueiredo Melo. Seu pai foi magistrado e prefeito de Niterói em 1923.

## Biografia
Ingressou na Faculdade de Direito de Niterói, bacharelando-se em 1935. Tornou-se procurador da Fazenda Federal no estado do Rio de Janeiro entre 1941 a 1945.
Em 1946 entra oficialmente na política quando foi nomeado prefeito de Petrópolis pelo então interventor do estado do Rio de Janeiro Abel Magalhães. 
No ano seguinte, pela União Democrática Nacional(UDN), foi eleito para o mesmo cargo, no qual permaneceu até 1951. Neste mandato, sua principal realização foi a criação de um loteamento público: o atual Bairro Castrioto, no primeiro distrito, oriundo de terrenos pertencentes ao Município e que, em 1948, foram divididos em lotes pela própria administração municipal. Originalmente, era conhecido como Loteamento da Prefeitura, pois além de ser iniciativa pública, destinava-se aos funcionários de menor condição financeira. Lotes vendidos através de cota retirada mensalmente dos proventos desses funcionários. O loteamento não contou com infraestrutura: água, rede de esgoto, calçamento, iluminação, etc, surgiram apenas a partir do final de 1950. Na origem essas terras pertenciam à Cia. Imobilária de Petrópolis, mas foram cedidas ou compradas pela municipalidade.
Tendo trocado de partido, pelo Partido Social Progressista de Ademar de Barros, foi eleito deputado federal, tendo assumido o cargo na legislatura 1951-1956. Assumiu novamente a prefeitura de Petrópolis em 1955 por intermédio da eleição ocorrida em 1954, não concluindo o mandato federal que anteriormente ocupava. Neste mandato, visando dar um aspecto mais modernista a área central da cidade, comandou o processo de revitalização urbana para obter mais espaço ao tráfego de veículos e a edificação do monumento Obelisco em homenagem a fundação da cidade pelos colonos alemães, além de conceder autorização para construção de vários espigões (edifícios de mais de 10 andares) na via principal, a então Avenida XV de Novembro - fatos estes que, para alguns, marcou uma grande descaracterização da principal via do centro histórico. Também autorizou então inúmeros loteamentos irregulares e regularizou-os pela lei, com o objetivo de solucionar o problema de habitação por que passava Petrópolis. A desordenada ocupação urbana já se fazia presente de forma sensível nos morros da cidade.. Suas obras de re-urbanização deixaram dívidas para o governo posterior, de Nelson de Sá Earp.
Tendo deixado o cargo de prefeito foi, entre 1960 a 1962, presidente da Companhia Nacional de Álcalis (CNA).
Agora, filiado ao Partido Trabalhista Nacional (PTN), foi eleito mais uma vez prefeito de Petrópolis, tomou posse em 1962. Em 1966 fortes chuvas provocaram uma tragédia onde foram registrados vários óbitos . Nesta época teria proferiado a frase "A obra de prevenção às chuvas não aparece nem dá voto, mas a falta da obra e suas consequências destroem a reputação de um homem público".(carece de fontes)
Tendo cassados seu mandato de prefeito e seus direitos políticos, pelo Ato Institucional Número Dois, recolheu-se aos negócios privados.